# カマタマーレ讃岐
カマタマーレ讃岐（カマタマーレさぬき、伊: Kamatamare Sanuki）は、日本の高松市、丸亀市を中心とする香川県全県をホームタウンとする、日本プロサッカーリーグ（Jリーグ）に加盟するプロサッカークラブ。

## 概要
1956年（昭和31年）に香川県立高松商業高等学校サッカー部出身選手により結成された高商OBサッカークラブが前身。クラブ愛称の「カマタマーレ」（Kamatamare）は釜玉うどんとイタリア語で海を意味する「マーレ (Mare)」を合わせた造語 で、讃岐は香川県の旧国名でもある。エンブレムは、黄と水色の縞模様の上にうどん、中央には卵の黄身をイメージしたサッカーボールがあしらわれている。運営母体は株式会社カマタマーレ讃岐、マスコットはさぬぴーである。
ホームスタジアムは丸亀市のPikaraスタジアム、練習場は三豊市の宝山湖OKURAボールパーク（詳細はスタジアム・練習場の節を参照）。
関連組織として非営利団体の総合型地域スポーツクラブ「NPOカマタマーレスポーツクラブ」があり、主にソフトテニスを中心に、スポーツ教室、スポーツ大会を開催し、公的助成を受けている。

## 歴史

### 前史
- 1956年 - 高商OBサッカークラブとして創設[1][3]
- 1977年 - 第1回四国サッカーリーグに参加[1][3]
- 1979年 - 香川県サッカーリーグに降格
- 1981年 - 四国リーグに昇格
- 1991年 - 第48回国民体育大会の県指定強化チームとなり、香川紫雲（）フットボールクラブに改称[1][3]。紫雲とは高松市内にある石清尾山塊の山の名前である。
- 1994年 - 四国リーグで初優勝。
- 1996年 - 天皇杯全日本サッカー選手権大会に初出場。
- 1997年 - 四国リーグで2回目の優勝。
- 2000年 - 消費者金融のサンライフ（本社：高松市（当時））と5年間のスポンサー契約を結びサンライフフットボールクラブに改称[1][3]。
- 2005年 - 3月でサンライフとのスポンサー契約終了[3]。これを機に高松市民のチームとして生まれ変わり将来のJリーグ入りを目指すとして、平井卓也を代表とする高松スポーツクラブが発足し、チーム名も高松フットボールクラブに改称した[7]。また、2006年4月より使用する新チーム名を公募し、応募142件の中から75歳会社役員の案「カマタマーレ讃岐」に決定して10月23日に県営球技場で新エンブレムと合わせて発表した[8]。

### 2006年 - 2011年（四国リーグ）
- 2006年 - カマタマーレ讃岐に改称[1]。運営法人として特定非営利活動法人カマタマーレスポーツクラブを設立。四国リーグで3回目の優勝。地域リーグ決勝大会は予選リーグで敗退。
- 2008年 - 住谷幸伸が中心となって株主を募集、株式会社カマタマーレ讃岐を設立[9] し、クラブの運営を同社へ移管。羽中田昌が監督に就任。四国リーグで4回目の優勝。地域リーグ決勝大会は予選リーグで敗退。
- 2009年 - 穴吹工務店が胸スポンサーから撤退。これに代わるスポンサーが見つからなかったため、7月よりユニフォーム胸部分に「さぬきうどん」のロゴを入れ、1口1千円の支援を募った。特産品をユニホームのロゴにするプロチームは初めて[10]（2010年も継続。なお、2012年および2013年は「うどん県」ロゴを掲出した[11]。）
- 2010年 - J2熊本の監督を務めていた北野誠が監督に就任。西日本社会人大会、第46回全国社会人選手権で優勝。四国リーグで5回目の優勝をして出場した第34回全国地域リーグ決勝大会で優勝し、12月8日に日本フットボールリーグ（JFL）理事会でJFLへの入会が承認された。JFLに香川県のクラブが参入するのは初[12]。

### 2011年 - 2013年（JFL）
2011年
北野体制2年目。高松市議会議長の住谷幸伸が代表取締役社長に就任（社長の熊野實は代表取締役会長に就任）。
2月にJリーグ準加盟クラブとして承認された。
リーグ戦は前期第16節（9試合目）時点で暫定首位に立ったが、後期第12節以降の終盤10試合で勝利がなく（3分7敗）、最終順位は11勝7分15敗の11位。
2012年
北野体制3年目。Jリーグクラブライセンスを申請するが、財務状況や育成強化面の問題などから審査結果公表直前の9月27日にライセンス申請を取下（経営の項にて詳述）。
リーグ戦は前年より7つ順位を上げ、15勝8分9敗で4位の成績。第92回天皇杯は2回戦でJ1のサガン鳥栖に勝利。
2013年
北野体制4年目。経営難の責任をとる形で住谷が社長を辞任し（代表権のない相談役に就任）、熊野が代表取締役社長に復帰。代表取締役会長にクラブ後援会副会長でカナック元社長の大西大介が就任した（詳細後述）。
リーグ戦は第17節終了時点で首位となり、JFLシード枠で第93回天皇杯に出場したが、2回戦で千葉に敗北。
9月30日、クラブライセンス交付第一審機関（FIB）より、J2入会審査合格という条件付きで2014年度のJ2ライセンスが交付されたが、10月9日のJリーグ入会に向けてのヒアリングでは、財務基盤がJ2水準に達していないとの指摘を受けた。
10月30日、再度のヒアリングで財務基盤の強化と有料入場者数の低迷について指摘を受けたが、11月19日に開催されたJリーグの理事会で条件付でのJ2入会が承認された。（詳細は#経営を参照）
11月10日、第32節で2位が確定（最終的な成績は21勝5分8敗）。2013年度J2最下位の鳥取とのJ2・JFL入れ替え戦は1勝1分となり、2014年シーズンからのJ2入会が決定した。

### 2014年 - 2018年 （J2）
2014年
- クラブスローガン ：「邁進」

北野体制5年目。栃木SCから地元香川出身の高木和正、琉球から元日本代表のFW我那覇和樹らを獲得。シーズン途中にSCコリンチャンス・アラゴアーノからG大阪に期限付き移籍していたエブソン、札幌から古田寛幸が加入。

J2ワーストタイの開幕7連敗を喫する など第14節まで未勝利（2分12敗）、第15節の富山戦でJ2初勝利を挙げたが下位に低迷。第41節に21位が確定し、2年連続でJ2・J3入れ替え戦に回ったが、1勝1分の成績でJ3リーグ2位の長野を破り、J2残留を決めた。天皇杯は2回戦で松本に敗れた。
2015年
- クラブスローガン ：「共躍」

北野体制6年目。西野泰正、波夛野寛が引退。大杉誠人、森田耕一郎、持留新作、ソン・ハンギが契約満了で退団し、古田寛幸（札幌へ復帰）、藤井大輔（長崎へ復帰）が期限付き移籍期間満了となった。
一方、G大阪から沼田圭悟、山形から清水健太、群馬から永田亮太、町田から木島徹也をそれぞれ完全移籍で、京都から高橋祐治、熊本から仲間隼斗をそれぞれ期限付き移籍で獲得。エブソンの期限付き移籍期間を延長した。
開幕戦で大分、第3節で磐田に勝利するなど前年を上回る戦績を残し、前半戦を14位で終える。シーズン中の選手獲得はなかった。11月8日、第40節の大宮戦で引き分けて20位以上が確定。最終順位は16位。総失点33はリーグ最少だったが、一方で総得点30もリーグ最低だった。天皇杯は2回戦で山形に敗れた。
2016年
- クラブスローガン ：「旋風」

北野体制7年目。高橋泰、関原凌河が引退、ジョン・ジンホ、アンドレア、森保翔平が契約満了で退団、野口遼太、堀河俊大が東海1部・鈴鹿アンリミテッドFCへ移籍、高橋祐治（京都へ復帰）が期限付き移籍期間満了となった。
一方、大分から西弘則、水戸から馬場賢治、JFL・Honda FCから砂森和也をそれぞれ完全移籍で、ブラジル・SEパルメイラスからミゲルを期限付き移籍で獲得。エブソンの期限付き移籍期間を再び延長、仲間隼斗は完全移籍に移行、品川大輝、玉城史也が加入した。
開幕前に北野が「勝点は56以上、順位は10位」を目標に設定した このシーズン、開幕から4試合を3勝1分の好スタート、第4節終了時点で2位、得点は7得点をあげて昨季までの得点力不足を払拭したかに思われたが、その後は第5節・第6節と連敗し第7節は勝利するが、次節より8戦勝利無し（5分3敗）、第15節終了時点で12位まで順位を下げた。第16節は勝利するが、次節より8戦勝利無し（2分6敗）、第24節終了時点で19位まで順位を下げた。第25節・第26節で2度目の2連勝となるが、次節より6戦勝利無し（3分3敗）、第33節は勝利するが、次節より4戦勝利無し（2分2敗）、第38節は勝利するが、第39節・第40節と連敗し第40節終了時点で最下位と勝ち点差2の20位まで順位を下げた。第41節で長崎を降して19位に浮上し、下位2チームが敗れたためようやくJ2自動残留が決定。勝ち点43の19位と目標に届かず終わった。一方この年にJ1へ昇格したセレッソ大阪に対し、唯一シーズンダブルを達成した。天皇杯は2回戦で愛媛に敗れた。
2017年
- クラブスローガン ：「飛翔」

北野体制8年目。石井健太、品川大輝、ハン・チャンジュ、藤田浩平、小澤雄希が契約満了で退団、藤井航大が町田へ完全移籍、ミゲルが期限付き移籍期間満了となった。北九州から原一樹、横浜FCから市村篤司、岡山から松原修平、長崎から李栄直を完全移籍で獲得。2年半期限付き移籍加入だったエブソンが完全移籍に移行、中島大貴、長澤拓哉が新加入した。シーズン途中に、元徳島のアレックスを獲得、千葉からイ・ジュヨンが期限付き移籍で加入した。
北野が「リーグ戦6位以上とプレーオフ進出」に目標を設定した シーズンだったが、開幕から5戦勝利無し（3分2敗）、第6節湘南戦で初勝利をあげたが、次節より再び11戦勝利無し（4分7敗）、さらに第18節金沢戦での2勝目を挟んで7戦勝利無し（1分6敗）を記録し、第25節終了時点でJ3自動降格圏の21位に低迷。第26節よりクラブ記録の5連勝を記録したものの、第31節から最終節までは1勝6分5敗と低迷。降格争いに巻き込まれ、最終節までJ2残留が決まらず、前年と同じく19位でシーズンを終えた。天皇杯は2回戦で愛媛に敗れた。
2018年
- クラブスローガン ：「讃岐力」

北野体制9年目。川村社長は中期的ビジョンとして「事業規模や来場者数でJ2の平均を達成、J1昇格をうかがえるクラブをつくる」を掲げ、喫緊の課題として「J1クラブライセンス取得、練習場・クラブハウスの整備」を挙げた。
第3節より7戦勝利無し（3分4敗）を記録。第10節徳島戦に1-0で、J2昇格後初めて四国勢に勝利し、最下位を脱出 するが、第11節から9戦勝利無し（3分6敗）で再び最下位に転落。第20節岡山戦でホーム初勝利を記録すると第21節でシーズン初の連勝。第24節・第25節で2度目の2連勝をして20位に浮上したが、第26節から10戦勝利無し（2分8敗）で三たび最下位に転落。第37節の熊本戦に勝利して最下位を脱出したが、次節より最終節まで6戦未勝利（2分4敗）が続き、第40節栃木戦に敗れて再び最下位に転落するとともにJ3自動降格圏となる21位以下が確定。11月6日には、9年間クラブを率いた北野監督の退任が発表された。最終順位は最下位となり、2019年のJ3リーグへの降格が決定した。総得点28はリーグワースト、総失点72はリーグワースト2位だった。天皇杯は2回戦で横浜FCに敗れた。

### 2019年 - （J3）
2019年
- クラブスローガン ：「結束」

監督に2013年からヘッドコーチを務めていた上村健一が就任し、「攻撃的なサッカー」を掲げた。また、クラブとして1年でのJ2復帰と第一目標に定め、具体的な目標値と行動計画をまとめた「讃岐再生策定書」（SSS）を公開した。
MF渡邉大剛とDFアレックスが現役引退。期限付き加入中だったMF田中英雄とMF佐々木匠が期限付き移籍満了で退団。FW原一樹、DF中島大貴、DF岡村和哉らが移籍退団した一方、DF西野貴治、MF池谷友喜、FW木島良輔らを完全移籍で、DFぺ・スヨンを期限付き移籍で獲得。MF中村亮、MF渡辺悠雅らが新加入し、ユースのMF澤田健太がトップチームに昇格した。
開幕2連勝を記録し、第5戦終了時は4勝1分で2位。第15節まで3位以内を保っていたが、第15節、第16節とJ3初の連敗を喫し、前半戦終了時は勝点26、J2昇格圏の2位藤枝と勝点差5の7位となる。後半戦は開始から11試合で勝利は1勝（3分7敗）のみと低迷し、第28節終了時点でJ2昇格の可能性が消滅した。第31節終了時には、J2から降格した初年度のチームとして初めて最終順位が10位以下となることが確定（従来の最低記録は2017年北九州の9位）。最終成績は降格初年度チーム過去最低の年間10勝（15敗も最多）、勝点39で18チーム中14位だった。
総得点33は18チーム中最下位で、1試合平均ではJ3全チーム中唯一1点未満と得点力不足が顕著だった。前半戦は22得点を記録していたが、後半戦は11に半減し、無得点試合は前半戦3試合から後半戦は全試合の半数以上にあたる9試合に激増した。個人ではチームトップの重松健太郎でも7得点、次に多い我那覇和樹と中村亮が各4得点、西弘則3得点、それ以外は2得点以下だった。シーズン終了後、上村が監督を辞任した。天皇杯は2回戦でG大阪に敗れた。
2020年
- コーポレートスローガン ：「ALL FOR SANUKI ～讃岐のために全員で 讃岐のために全力で～」

新監督に、前北信越フットボールリーグ・福井ユナイテッドFC監督の望月一仁が、新社長に専務から昇格した池内秀樹がそれぞれ就任、空位だったGMにガンバ大阪からアカデミーでの育成に実績がある上野山信行を迎えた。本年より「地域密着型クラブ・地域に根差した育成型クラブ」を目指すことなどを掲げたクラブ理念を発表した。
開幕から2連敗を喫すると、その後第10節まで勝利無し（3分7敗）で第6節終了時に最下位転落。第11節の八戸戦でシーズン初勝利を挙げ一旦は最下位から脱するが、前半戦の勝利はその1勝のみ（6分10敗）で、第16節終了時に再び最下位となる。
後半戦初戦の第18節八戸戦と第21節鳥取戦に勝利し、再び最下位を脱したものの、第22節終了時点で優勝の可能性が消滅。第27節終了時点で前年より早い7試合を残してJ2昇格の可能性も消滅した。最終順位は18チーム中16位、総得点は17位の33で今シーズンも得点力不足だった。望月は契約満了で退任した。
2021年
2020年12月22日、上野山信行がGM兼任にてトップチーム監督に就任した。新体制発表会で上野山は「1試合1得点を取る、人を呼べるサッカー」、池内社長は「J2昇格」を目標に掲げた。
開幕から無得点で2連敗を喫して最下位（15位）となった後、上野山が3月31日付で監督を辞任した。後任決定までの間、トップチームダイレクターの西村俊寛が指揮を執った。4月12日、ゼムノビッチ・ズドラブコの監督就任が発表された。ゼムノビッチ就任後の初戦も敗れ、開幕からの連敗は5まで延びたが、第7節で初勝利を記録。以降、連敗はなく13位に順位を上げて前半戦を終えた。後半戦は第20節よりJ3ワースト記録の7試合連続無得点を記録。第28節で最下位に転落し、第29節ホーム最終戦で14位鳥取に敗れて最下位が確定。最終戦まで10戦勝利無し（5分5敗）でシーズンを終えた。全28試合で総得点はリーグワーストの20得点。ホーム戦で記録した勝利数は1勝のみだった。
ゼムノビッチは成績不振を理由に今シーズン限りで退任する。
2022年
前シーズン序盤に暫定監督として指揮を執った西村俊寛が専任で監督に就任。新体制発表会で池内社長より、今季の目標を一桁順位と定め、2024年シーズンにJ2昇格、2028年以降にJ1定着とする経営ビジョンが発表された。また、2月1日には前年に廃校となった高松市立鶴尾中学校の校舎に事務所を移転し、クラブハウスとして使用を開始している。しかし第2節終了時に9位、第7節終了時に8位になった以外は10位以下に低迷、第24節鹿児島戦に敗れた時点で2位鹿児島に勝点差31をつけられ、10試合を残してJ2昇格の可能性が完全に消滅した。
2023年
米山篤志が監督に就任。
鈴鹿ポイントゲッターズへ期限付き移籍していた栗田マークアジェイ、福山シティFCへ育成型期限付き移籍していた澤田健太（福山シティFCへ完全移籍）、サガン鳥栖から期限付き移籍で加入していたドゥンガ、モンテディオ山形から育成型期限付き移籍加入していた中村駿太、吉井佑将（Y.S.C.C.横浜へ移籍）、西本雅崇、松本直也（ジェイリースFCへ移籍）、佐々木渉（FCマルヤス岡崎へ移籍）、渡辺悠雅（アスルクラロ沼津へ移籍）、重松健太郎（ガイナーレ鳥取へ移籍）、青戸翔（テゲバジャーロ宮崎へ移籍）、渡辺健太、神谷椋士が契約満了でそれぞれ退団。西野貴治、溝渕雄志が引退。遠藤元一がFC岐阜、松本孝平がヴァンフォーレ甲府、内田瑞己げFC町田ゼルビアへ完全移籍。
岩岸宗志（同志社大学）、竹村俊二・鳥飼椋平（共に立正大学）、吉田源太郎（四国学院大学）、高橋尚紀（国士舘大学）が加入。ブラウブリッツ秋田より江口直生、FC琉球より金井貢史、高知ユナイテッドSCより赤星魁麻、Y.S.C.C.横浜より宗近慧、徳島ヴォルティスより奥田雄大、水戸ホーリーホックより森勇人がそれぞれ完全移籍加入。FCティアモ枚方より森本ヒマン、FC町田ゼルビアより奈良坂巧、カターレ富山より川西翔太がそれぞれ期限付き移籍加入。
9月26日、JリーグよりクラブライセンスのJ1ライセンス交付が認められる。これは後述のJ1ライセンスを充足することが可能な宝山湖ボールパークの完成のめどがついたことを受けてのものだが、ホームスタジアム・Pikaraスタジアムの観客席の屋根が規定の3分の1以上を覆っていないため、2023年11月末までに当該項目を充足するための計画案の提出を求める条件（制裁）付きのライセンスとなった。
2024年
米山体制2年目。Jリーグ参入初年度の2014年の14試合連続に次ぎ、J3降格後としては最長となる開幕から12試合未勝利（8分4敗）で一時は最下位となり、5月6日、第13節ホーム沼津戦でシーズン初勝利を挙げ18位に浮上、第15節にシーズン2勝目を挙げたものの、第16節で敗れ19位に後退するとそこから7試合勝利なし。しかし第23節アウェーFC大阪戦から5連勝し15位まで浮上、その後16位に後退し、11月3日、第35節ヴァンラーレ八戸戦に引き分けた時点で昇格プレーオフ圏内の6位以内に入る可能性が完全消滅したものの、第36節、讃岐の試合前日の11月9日に19位YS横浜が敗れたことにより3試合を残してJ3残留が確定した。初参加となったYBCルヴァンカップでは、1回戦でブラウブリッツ秋田に0-2で敗れた。
2025年
米山体制3年目。前半戦終了時点で4勝5分10敗の最下位に低迷。7月6日付で米山が監督を解任され、後任に金鍾成が就任した。

## タイトル・表彰

### チーム
- 四国サッカーリーグ：5回
  - 1994, 1997, 2006, 2008, 2010
- 全国地域サッカーリーグ決勝大会：1回
  - 2010 （第34回）
- 全国社会人サッカー選手権大会：1回
  - 2010（第46回）
- 西日本社会人サッカー大会：1回
  - 2010
- 香川県サッカー選手権大会（兼天皇杯香川県予選）：16回
  - 1996,1997,1998,1999,2000,2001,2005,2006,2007,2008,2009,2010,2011,2012,2019,2021

### 個人
- 日本フットボールリーグ
  - ベストイレブン
    - 2013年 : 野口遼太、木島良輔
- Jリーグ
  - 明治安田生命Jリーグ 月間ベストゴール
    - 2019年（2・3月）J3：福家勇輝[44]
    - 2019年（6月）J3：我那覇和樹[45]
    - 2019年（7月）J3：池谷友喜[46]

### その他表彰
- J2フェアプレー賞： 2018
- J3フェアプレー賞： 2019,2020
- Ｊリーグアウォーズ 功労者賞：アレックス(2019)[47]

## スタジアム・練習場

### ホームスタジアム

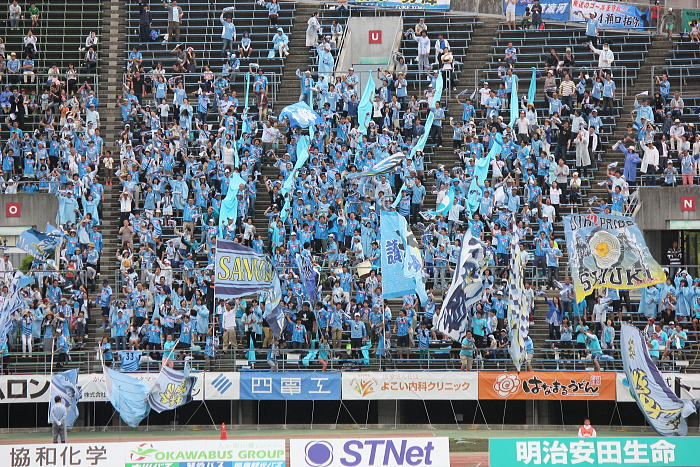
ピカラスタジアム

ホームスタジアムは丸亀市の香川県立丸亀競技場（2015年9月1日より命名権により「Pikaraスタジアム」と呼称）（固定座席収容人員22,338人）であり、同スタジアムが香川県で唯一Jリーグのスタジアム基準を満たしたスタジアムである。J2昇格以後はすべてのホームゲームを開催している。
JFL時代は、高松市の香川県総合運動公園サッカー・ラグビー場と丸亀競技場をホームスタジアムとして併用していた。 また、四国リーグ時代には、香川県総合運動公園サッカー・ラグビー場と高松市立屋島陸上競技場（現・屋島レクザムフィールド）の2か所をホームスタジアムとして併用していた。
屋島レクザムフィールドは、2017年4月に全面改修後月数回程度、メインスタジアムを練習場として使用している。なお、改修前の計画案では、カマタマーレのJリーグ昇格を前提として、少なくともJ2基準（当時は10,000人）を満たす競技場を設計する案があったが、騒音や周辺交通への影響、さらにはサッカーありきの改修計画が議会で問題視された こともあり、2011年3月8日に行われた市議会本会議で高松市長の大西秀人が「当初の段階ではJリーグの基準を満たす競技場としては整備しないものの、将来、スタンド等の改修により、J2クラスの試合への対応が可能なものとする」との整備方針を示し、結果的にJ2基準対応のリニューアル整備設計は中止された。なお、現在の屋島レクザムフィールドは、座席数が5,000人あるため、J3基準（原則5,000人以上）をクリアしている。2019年にJ3に降格してからも主催試合は全て丸亀で開催していたが、他競技利用調整で開催未定になっていた2024年10月6日のガイナーレ鳥取戦で利用されたのを契機に、丸亀を利用できない場合など年1、2回程度の主催試合を屋島で開催している。

### 練習場
練習場は、三豊市高瀬町の緑ケ丘総合運動公園を主に使用すると発表した（詳細後述）。Jリーグ公式サイトでは高松市立東部運動公園、丸亀市総合運動公園陸上競技場、香川県総合運動公園サッカー・ラグビー場 の3ヶ所を示しており、ほかに前述のとおり、不定期に屋島レクザムフィールドを使用しているほか、一般人の立ち入る事ができない非公開グランドを利用している。
高松市・丸亀市の4箇所の練習場は、クラブの優先使用権を管理者から認められていないため、Jリーグクラブライセンス制度でJ1ライセンスの必須事項となっている「専用もしくは優先的に利用できる天然芝のピッチ1面と、隣接するクラブハウスがあること」の達成が大きな課題となっていた。これらの練習場では「天然芝のフルピッチ」という条件を満たせる練習日は少なく、人工芝やサイズの小さな場所での練習を余儀なくされ、時には試合前日にもかかわらずフットサル場で練習したこともある。疲労回復を図る練習や、試合に不出場の選手や故障明けの選手がアピールする練習試合も思うように組めないなど、整わない環境は長年チームに悪影響を与え続けていた。
この問題に対し、2015年7月に香川県は、練習場の問題に対してクラブの考え方を聞いた上で、県としてどのような支援ができるのか検討していきたいと回答していた。2016年6月にはクラブは高松市に対し、県サッカー協会と高松市が都道府県フットボールセンター整備助成事業で整備した高松市立東部運動公園の優先使用およびクラブハウス建設のための用地貸し付けと建設費の支援を要望 し、クラブ後援会他サポーターも高松市宛の57148人分の署名を集めてクラブに託した。これに対し高松市は12月議会において、支援を検討すると表明した。なお、高松市立東部運動公園内に整備された事務所は、香川県サッカー協会 が専有している。
しかし、その後の検討は進まず、2017年11月19日の同年最終戦後にサポーターから「57148人分の志はどこへ」と巨大な横断幕が掲げられたが、クラブ及び高松市からの説明はなかった。2017年12月に高松市から「高松市のカマタマーレ讃岐に対する協力体制は変わっていない」「まずは讃岐が、資金の確保などの準備をしていただきたい」との回答を得られたが、クラブ側からは返答ができず、サポータに対しては優先使用権はまだ認められていないとの説明にとどまっていた。
練習環境の不備は監督や選手からも声が挙がっており、2017年シーズン終了後の記者会見で当時の監督である北野誠は「（練習環境を）改善していただかないと監督契約しないと告げたけれど、全く変わっていない。選手のモチベーションを上げられるようにクラブも努力してほしい」と記者団およびクラブに伝えている ほか、2016年・2017年に主力として活動したFW馬場賢治も自らのブログで窮状の改善を訴え、2017年・2018年に主力として活動したFW原一樹も、同じくJ3に降格した熊本への移籍に伴う退団時のコメントで「残りのサッカー人生を考えると、整った環境での日々の練習は自分の更なる成長、怪我の減少に繋がると思い決断しました」と述べ、練習環境の面を移籍の理由に挙げている。このような状況に対し、2018年11月27日の2018シーズン総括記者会見での川村社長から説明では、芝練習場を使える回数は増えると思う。練習場は好転する見通しとの回答が得られていた
2019年に入り三豊市が同市高瀬町の緑ケ丘総合運動公園を整備してクラブの練習拠点を誘致する方針を決定。2019年2月18日に市とクラブ、運動公園の指定管理者である四国学院大学の三者で、クラブが優先利用することを確認。市は2019年度当初予算案に整備費用として約2億3,000万円を計上し、天然芝のピッチ1面と人工芝の練習スペースを整備し、2020年7月4日にリニューアルオープンさせた。将来のJ1昇格時には、公園管理事務所をクラブハウスに改装する構想も示している。
2019年シーズンに利用した練習場は、非公開グランド34％、東部運動公園人工芝24％、丸亀総合運動公園18％、緑ケ丘総合運動公園11％、香川県総合運動公園9％、東部運動公園天然芝4％であった。
2021年3月8日、三豊市議会にて同市山本町・財田町の宝山湖公園へクラブ練習場を誘致することが提案され、3月30日にクラブと三豊市は練習場に関する覚書を、同年12月21日にクラブハウスとグラウンドの整備に関する協定を締結した。これにより三豊市が「宝山湖ボールパーク構想」の名称で宝山湖公園芝生広場を改修して天然芝2面・人工芝1面のピッチと多目的広場及びクラブハウスを新設し、クラブは2023年秋から天然芝グラウンド1面の優先使用権を得て練習拠点とする。クラブハウスは木造平屋建て2棟、床面積計660平方メートル程度で、J1ライセンスの施設基準を満たしたトレーニングジムやロッカールーム、ミーティングルームなどを備える。総事業費は約10億円の予定で、企業版ふるさと納税や国の交付金などを活用する予定となっている。この練習場完成のめどがついたことで、上記の通り2024年度のJ1ライセンス交付が認められた。
なお、前述のとおり、2022年にBリーグ・香川ファイブアローズと共同で高松市松並町の高松市立鶴尾中学校跡地を借り上げ、カマタマーレはクラブオフィス・ミーティングルーム・トレーニングルームとして使用している（ファイブアローズは練習場・トレーニングルームとして使用）。

## ユニフォーム

### チームカラー
- サックスブルー[1]、    ネイビーブルー[1]、    オレンジ[1]

### ユニフォームスポンサー
| 掲出箇所 | スポンサー名   | 表記       | 掲出年      | 備考                                   |
| 胸       | レクザム       | Rexxam     | 2018年 -    |                                        |
| 鎖骨     | 百十四銀行     | 百十四銀行 | 2020年 -    | 右側に表記 2015年 - 2019年はパンツ前面 |
| 背中上部 | フジ           | マルナカ   | 2015年 -    | 2014年は袖及びパンツ前面               |
| 背中下部 | ちとせグループ | CHITOSE    | 2021年9月 - | 2021年は「CHITOSE GROUP」表記          |
| 袖       | タダノ         | TADANO     | 2015年 -    |                                        |
| パンツ   | なし           | -          | -           |                                        |

### ユニフォームサプライヤーの遍歴
- - 2005年途中：プーマ
- 2005年途中 - 2006年：ミズノ
- 2007年 - 2013年：ディアドラ
- 2014年 - 2022年[73]：アスレタ
- 2023年[74] - 現在：アングア[注釈 2]

### 歴代ユニフォーム
| FP 1st | FP 1st | FP 1st | FP 1st | FP 1st |
| ------ | ------ | ------ | ------ | ------ |
| 2011   | 2012   | 2013   | 2014   | 2015   |
| 2016   | 2017   | 2018   | 2019   | 2020   |
| 2021   | 2022   | 2023   | 2024   | 2025 - |
|        |        |        |        |        |

| FP 2nd      | FP 2nd | FP 2nd | FP 2nd | FP 2nd |
| ----------- | ------ | ------ | ------ | ------ |
| 2011 - 2012 | 2013   | 2014   | 2015   | 2016   |
| 2017        | 2018   | 2019   | 2020   | 2021   |
| 2022        | 2023   | 2024   | 2025 - |        |
|             |        |        |        |        |

### 歴代ユニフォームスポンサー表記
| 年度 | 箇所           | 箇所         | 箇所       | 箇所                                     | 箇所              | 箇所     | 箇所       | 箇所       | サプライヤー  |
| 年度 | 胸             | 鎖骨左       | 鎖骨右     | 背中上部                                 | 背中下部          | 袖       | パンツ前面 | パンツ背面 | サプライヤー  |
| 2005 | サンライフ / - | 解禁前       | 解禁前     | - / 丸亀町 Marugamemachi Shopping Street | 解禁前            | -        | -          | 解禁前     | PUMA / Mizuno |
| 2006 | -              | 解禁前       | 解禁前     | -                                        | 解禁前            | -        | -          | 解禁前     | Mizuno        |
| 2007 | 穴吹工務店     | 解禁前       | 解禁前     | -                                        | 解禁前            | RCS      | Pikara     | 解禁前     | DIADORA       |
| 2008 | 穴吹工務店     | 解禁前       | 解禁前     | 家庭教師のトライ                         | 解禁前            | RCS      | Pikara     | 解禁前     | DIADORA       |
| 2009 | さぬきうどん   | 解禁前       | 解禁前     | 家庭教師のトライ                         | 解禁前            | RCS      | Pikara     | 解禁前     | DIADORA       |
| 2010 | さぬきうどん   | 解禁前       | 解禁前     | 家庭教師のトライ                         | 解禁前            | RCS      | Pikara     | 解禁前     | DIADORA       |
| 2011 | -              | 解禁前       | 解禁前     | K'sケーズデンキ                          | 解禁前            | TOPTOUR  | ㍿トーカイ | 解禁前     | DIADORA       |
| 2012 | うどん県       | 解禁前       | 解禁前     | K'sケーズデンキ                          | 解禁前            | TOPTOUR  | ㍿トーカイ | 解禁前     | DIADORA       |
| 2013 | -              | 解禁前       | 解禁前     | K'sケーズデンキ                          | 解禁前            | うどん県 | ㍿トーカイ | 解禁前     | DIADORA       |
| 2014 | 神内ファーム   | 解禁前       | 解禁前     | K'sケーズデンキ                          | 解禁前            | マルナカ | マルナカ   | 解禁前     | ATHLETA       |
| 2015 | 神内ファーム   | 解禁前       | 解禁前     | マルナカ                                 | 解禁前            | TADANO   | 百十四銀行 | 解禁前     | ATHLETA       |
| 2016 | 神内ファーム   | 解禁前       | 解禁前     | マルナカ                                 | -                 | TADANO   | 百十四銀行 | 解禁前     | ATHLETA       |
| 2017 | 神内ファーム   | 解禁前       | 解禁前     | マルナカ                                 | -                 | TADANO   | 百十四銀行 | 解禁前     | ATHLETA       |
| 2018 | Rexxam         | -            | -          | マルナカ                                 | USHIO SEISAKUSHO  | TADANO   | 百十四銀行 | 解禁前     | ATHLETA       |
| 2019 | Rexxam         | -            | -          | マルナカ                                 | -                 | TADANO   | 百十四銀行 | 解禁前     | ATHLETA       |
| 2020 | Rexxam         | -            | 百十四銀行 | マルナカ                                 | -                 | TADANO   | -          | -          | ATHLETA       |
| 2021 | Rexxam         | L'arcobaleno | 百十四銀行 | マルナカ                                 | - / CHITOSE GROUP | TADANO   | -          | -          | ATHLETA       |
| 2022 | Rexxam         | -            | 百十四銀行 | マルナカ                                 | CHITOSE           | TADANO   | -          | -          | ATHLETA       |
| 2023 | Rexxam         | -            | 百十四銀行 | マルナカ                                 | CHITOSE           | TADANO   | -          | -          | ANGUA         |
| 2024 | Rexxam         | -            | 百十四銀行 | マルナカ                                 | CHITOSE           | TADANO   | -          | -          | ANGUA         |
| 2025 | Rexxam         | -            | 百十四銀行 | マルナカ                                 | 四国医療専門学校  | TADANO   |            |            | ANGUA         |

## 経営
JFL参入初年度の2011年9月30日、2012年のJリーグ入会に向けて入会申請書類を提出したが、Jリーグのヒアリングを前にした10月17日の記者会見で、Jリーグ入会の条件である「年間収入1億5,000万円以上」と「来季のスポンサー収入1億円以上」を満たすめどが立っていないことを明らかにして支援拡大を訴えた。これに対し、香川県はJ2に昇格した場合はクラブに出資すると表明したが、現段階では追加の金銭支援は難しいと話した。
当初は「丸亀製麺」を運営するトリドールホールディングスと、1200万円でユニホームの胸スポンサーになる契約を結ぶ方向で話が進んでいた。しかし県外企業である丸亀製麺と手を組むと県内の麺業界から支持を失うという懸念から、スポンサー契約を断念する。
その後、香川県内企業の支援により基準をクリアし、リーグ戦順位や観客動員など他の条件を満たせばJリーグ入会を認められることとなったが、順位条件を満たせず昇格できなかった。観客動員はシーズンホーム16試合の1試合平均で3,000人を超え、基準をクリアした。
2012年3月1日、2012年1月期は営業収益（売上）1億3,100万円、営業損失5,100万円の見込、2013年1月期は営業収益で2億100万円、営業利益で1,100万円の予算を組むとした。収入はJ2昇格を前提としていたものもあったため、結果的に1億5000万円をクリアできなかったが、四国リーグ時代からはほぼ倍増した。2012年もユニフォーム胸部分スポンサーが見つからなかったため、胸のマークに「うどん県」のロゴタイプを掲げ、一口100万円の協賛金を募った。
2013年度のJリーグクラブライセンスを申請し、債務超過解消のための増資や、下部組織（ユースなど）の設置など、ライセンス取得へ向けた動きを進めていたが、2012年9月27日に運営資金、選手の育成、入場者数（1試合平均3,000人以上）を満たすことが難しく、現状でJ2を戦えるだけの実力が備わっていないと判断し、審査結果発表を待たずに申請を取り下げた。
2013年1月期決算では、総収入は1億4,800万円にとどまり、3,900万円の赤字を計上して債務超過は約7360万円となった。3月の香川県議会でカマタマーレに対する3,000万円の支援金を支出する予算が可決された。住谷幸伸代表取締役社長は経営不振と会社への公金投入の責任をとり2013年5月1日付で辞任、会長の熊野實が社長に復帰した。熊野は1億円の増資計画を打ち出し、香川県と高松市、丸亀市に計5,000万円の支援を要請。
2013年9月、条件付・是正通達付ながらJ2ライセンスが交付された。同時に債務超過が問題視され、「入会審査は厳しく審査し、2013年度末に十分な純資産を残すようJリーグに申し送る」「2014年度予算は十分な合理性のもと編成され、かつ、シーズンを安定して運営できるものと評価されるよう、Jリーグに申し送る」という2点の是正通達がなされた。
10月9日にJリーグ視察団が来県して行われたJリーグ入会に向けてのヒアリングでは、練習施設や行政の支援については「J2に上がってもおかしくなく、全国的にみてもレベルが高い」と評価を受けたものの、2012年度末までの債務超過7300万円に加え、2013年度の決算も赤字となる見通しであることや、J2最小予算規模のクラブと比べても3分の1程度の予算しかなく、財務基盤がJ2水準に達していないと指摘された。
10月30日、東京でJリーグによるヒアリングが再度行われ、Jリーグより広告料収入の確保および債務超過の解消を含む財務基盤の強化の目処を立てるように求められた。また、有料入場者数が伸び悩んでいることへの言及もあった。これに対し、浜田恵造香川県知事らはクラブへの出資を確約。リーグからは「これほど行政の協力がある例はない」と行政のクラブへの支援がJ1、J2の全チーム中、トップクラスと評価を受けた。
香川県が2,000万円、高松市、丸亀市の2市が各1,000万円を出資するなどした結果、債務超過が解消され、また2014年度に1億円の広告収入確保等の財務面の要件を満たす目途が立ったため、11月19日にJリーグ入会を認められた。一方でリーグ側からは「財務状態は極めて厳しく、来季はもっと難しい審査になると思う」との指摘も受けた。観客動員は、開幕から6月2日までのホーム戦計9試合で1試合平均1,494人に留まっていたが、その後ホームタウンデーの開催による住民の招待などを行い、シーズン最終戦で1試合平均3,000人のJ2昇格基準をようやくクリアした。2014年1月期決算は株式会社6年目で初めて経常利益400万円を計上する黒字決算となった
2014年のホームゲームの1試合平均の観客動員は3,317人でJ2全22クラブ中最下位だったが、無料券の配布は抑制したため、入場料収入は前年比で約4倍の約1億円となった。広告料収入も大幅に増加し、2015年1月期決算は純利益1億600万円で2年連続の黒字となった。
2016年クラブの営業収益は613百万円と大幅にあがった。純利益は▲16百万円となっている。

## スポンサー
営業収益を大きく左右するスポンサー及びパートナーについては、早くからカマタマーレ讃岐が発展する際の大きな課題として指摘されており、多くの小口スポンサーを獲得する他、資金以外での支援や、広告媒体を多様化する案が提言されている。

## 年度別入場者数
- 「丸亀」「ピカスタ」：香川県立丸亀競技場（Pikaraスタジアム=2015.9以後）、「香川サ」：香川県総合運動公園サッカー・ラグビー場
- スタジアム欄の太字は、ホームスタジアムに登録されている競技場
- 入場者数の太字は、所属リーグ毎の歴代最多
- 入場者数の斜字は、所属リーグ毎の歴代最少
- 試合数および入場者数データはリーグ戦のみ。

| 年度 | 所属 | 合計 入場者数 |          | 最多入場者数 | 最多入場者数 | 最多入場者数 |        | 最少入場者数 | 最少入場者数    | 最少入場者数 |                | 平均 入場者数 | 試合数 | ホームゲーム 開催スタジアム |
| 年度 | 所属 | 合計 入場者数 | 入場者数 | 相手         | 会場         | 入場者数     | 相手   | 会場         |                 |              |                | 平均 入場者数 | 試合数 | ホームゲーム 開催スタジアム |
| 2011 | JFL  | 48,393        |          | 11,178       | 松本         | 丸亀         |        | 1,065        | 佐川印刷        | 香川サ       |                | 3,025         | 16     | 丸亀8、香川サ8              |
| 2012 | JFL  | 37,511        | 3,457    | 藤枝         | 1,216        | 丸亀         | Honda  | 2,345        | 丸亀10、香川サ6 | 香川サ       |                |               | 16     |                             |
| 2013 | JFL  | 53,129        | 8,968    | 横河         | 1,037        | 丸亀         | 秋田   | 丸亀         | 3,126           | 17           | 香川サ9、丸亀8 |               |        |                             |
| 2014 | J2   | 69,664        | 10,421   | 磐田         | 1,450        | 丸亀         | 栃木   | 丸亀         | 3,317           | 21           | 丸亀21         |               |        |                             |
| 2015 | J2   | 76,824        | 10,447   | C大阪        | ピカスタ     | 2,152        | 水戸   | ピカスタ     | 3,658           | 21           | ピカスタ21     |               |        |                             |
| 2016 | J2   | 77,413        | 11,376   | C大阪        | ピカスタ     | 1,924        | 水戸   | ピカスタ     | 3,686           | 21           | ピカスタ21     |               |        |                             |
| 2017 | J2   | 79,908        | 7,994    | 名古屋       | ピカスタ     | 1,191        | 山形   | ピカスタ     | 3,805           | 21           | ピカスタ21     |               |        |                             |
| 2018 | J2   | 64,532        | 5,668    | 岡山         | ピカスタ     | 1,510        | 山形   | ピカスタ     | 3,073           | 21           | ピカスタ21     |               |        |                             |
| 2019 | J3   | 35,906        | 3,339    | 北九州       | ピカスタ     | 1,120        | YS横浜 | ピカスタ     | 2,112           | 17           | ピカスタ17     |               |        |                             |
| 2020 | J3   | 14,767        | 1,506    | 福島         | ピカスタ     | 0 （無観客） | G大23  | ピカスタ     | 869             | 17           | ピカスタ17     |               |        |                             |
| 2021 | J3   | 20,652        | 2,441    | 鳥取         | ピカスタ     | 835          | 藤枝   | ピカスタ     | 1,475           | 14           | ピカスタ14     |               |        |                             |
| 2022 | J3   | 30,688        | 3,283    | 松本         | ピカスタ     | 1,117        | 藤枝   | ピカスタ     | 1,805           | 17           | ピカスタ17     |               |        |                             |
| 2023 | J3   | 39,187        | 5,577    | 今治         | ピカスタ     | 1,284        | 福島   | ピカスタ     | 2,062           | 19           | ピカスタ19     |               |        |                             |

## その他

### マスコット
チームマスコットは釜玉うどんをモチーフとした「さぬぴー」で、2017年に制定。
なお、Jリーグ昇格前にはいしかわじゅんがデザインした「カマちゃん」「タマちゃん」というキャラクターがいたが、権利関係の問題から2012年頃に使用を中止しており、「さぬぴー」誕生までマスコットが存在しなかった。

### 公式応援歌
- 勝利の鐘（作詞・作曲・歌：藤岡友香）
2016年シーズンよりカマタマーレ讃岐公式応援に選定[93][94]。
藤岡友香のアルバム「This is not a Love Song」に収録。

### アカデミー
2019年1月7日のFM香川 JOY-Uclubの「J1への道 燃えよカマタマーレ！」コーナーにて、川村社長から、2034年までにアカデミー出身選手と香川県出身の選手をチームの1/3まで増やす目標が示された。U-18からは濱口草太・澤田健太がトップチーム昇格を果たしている。
- カマタマーレ讃岐U-18：高円宮杯 JFA U-18サッカープリンスリーグ四国
- カマタマーレ讃岐U-18セカンド：高円宮杯JFA U-18サッカーリーグ 香川２部
- カマタマーレ讃岐U-15：高円宮杯U-15地域リーグ四国地域クローバーリーグ
- カマタマーレ讃岐U-14：JリーグU-14サザンクロスAリーグ （2018年 松原快晟がジュニアユースチーム初となる、JFAエリートプログラム U-14に選考されている[95][96]）
- カマタマーレ讃岐U-13：四国U-13サザンクロスリーグ
- カマタマーレ讃岐ジュニアスクール

### 他競技・地域との連携
- 一般社団法人香川県サッカー協会 は、香川県内のサッカー選手、指導者、審判の育成を主業務とし、U-12,U-15,U-18選手の指導育成をカマタマーレ讃岐と共同で実施している。
- 香川プロスポーツクラブ連絡協議会は、2007年カマタマーレが発起人となり、香川県内他競技スポーツクラブ（アイスホッケーの香川アイスフェローズ、野球の香川オリーブガイナーズ、バスケットボールの高松ファイブアローズ、バレーボールの四国Eighty 8 Queen）との連携機関として発足した。各スポーツクラブ共同でイベントの開催や共通回数券の発行、グッズショップの運営（現在は閉店）を行っていた時期がある。
- 香川プロスポーツクラブ連絡協議会は、2015年以降、各チーム共通のボランティアスタッフの募集と運営を主におこなっている。
- NPO法人カマタマーレスポーツクラブは、サッカーだけではない総合型地域スポーツクラブを目指し、ソフトテニスや体操などの教室を2012年より開講している[97]。
- 高松大学・高松短期大学は、カマタマーレ讃岐と「カマタマーレ讃岐とのパートナーシップ協定」[98] を締結し、スポーツ文化の発展、社会貢献活動への相互協力、人的資源の相互利用に関することなどについて、連携を図り協力している。

### メディア
- FUN!FAN!カマタマーレ　（西日本放送TV）『every.フライデー』内　毎週金曜日15:50～16:43
- カマタマーレ讃岐公式応援番組「かまたま」
JFL所属時の2013年からクラブ広報と映像制作会社の Studio Sumus による企画・撮影・編集によって制作され、ほぼ月1回のペースで30分番組として配信されている。番組MCは本多春奈。
YouTubeによる配信（かまたま Youtube版）のほか、スカパー!プレミアムサービスでも放送されている（2016年シーズンは「かまたまR」として、2018年シーズン以降は「かまたまS」として放送）
- KICK OFF! OKAYAMA・KAGAWA （RSK山陽放送）- 毎週土曜 7:00 - 7:30
- スポコロ（ケーブルメディア四国） - カマタマーレ讃岐選手のインタービューが不定期に制作されている
- J1への道 燃えよカマタマーレ！（FM香川）『JOY-U・CLUB』内・毎週月曜日17:30-17:40
- Amore SANUKI! Amore Kamatamare!（FM香川）毎週金曜 9:00～9:15

### 不祥事
- 2011年11月28日、トップチームのコーチが、公然わいせつなどの容疑で高松北警察署と香川県警察捜査1課に逮捕、同12月に起訴された。このコーチは後日、契約解除となった（なお、2012年2月に高松地方裁判所で元コーチに対して懲役1年2ヶ月、執行猶予3年の判決が言い渡され、刑が確定している）[99]。
- 2014年8月に執行された香川県知事選挙で当選した浜田恵造に対して7月末に社長名義で推薦状を提出したことについて、政治的活動を禁じたJリーグ規約に抵触する恐れがあるとして、9月にJリーグより厳重注意を受けた（なお、推薦は8月28日に撤回した）[100]。
- 2018年9月8日、川村延廣代表取締役社長が、2018明治安田生命J2リーグ第32節・愛媛FC戦が行われた愛媛県松山市ニンジニアスタジアム内で、試合後に自身が運転する車と歩行者が接触事故を起こした。[101]